# Daniel Greysolon, sieur du Lhut
Daniel Greysolon, sieur du Lhut (Saint-Germain-Laval, 1639 - Montréal, 25 février 1710) est un soldat et un explorateur français qui est le premier Européen connu pour avoir visité le secteur où se trouve aujourd'hui la ville américaine de Duluth — à laquelle il a donné son nom — dans le nord-ouest du Minnesota qui est maintenant située à la source du fleuve Mississippi près de Grand Rapids.

## Biographie
Il est né à Saint-Germain-Laval, entre Saint-Étienne et Clermont-Ferrand, et a embarqué pour la première fois pour la Nouvelle-France en 1674. En septembre 1678, il quitta Montréal pour le lac Supérieur, passant l'hiver près de Sault-Sainte-Marie et atteignant l'extrémité occidentale du lac à l'automne de l'année suivante, où il a conclu des traités de paix avec les nations des Ojibwés et des Sioux. Leurré par des histoires indigènes d'une mer occidentale ou vermillonne (probablement le Grand Lac Salé en Utah), il a atteint le fleuve Mississippi par l'intermédiaire de la rivière Sainte-Croix en 1680 et puis s'est dirigé de nouveau au fort Michilimackinac, où il prend connaissance des calomnies que des négociants de Québec jaloux et l'intendant Jacques Duchesneau de la Doussinière et d'Ambault ont lancées à son sujet. Il est forcé de retourner à Montréal, puis en France en 1681, pour se défendre contre de fausses accusations de trahison, retournant l'année suivante en Nouvelle-France.
Il a plus tard établi des fortifications pour défendre les intérêts français au fort Caministigoyan à l'embouchure de la rivière Kaministiquia, à l'emplacement de la ville actuelle de Thunder Bay en Ontario, et au fort Saint-Joseph entre le lac Érié et le lac Huron. 
Il est mort de la goutte à Montréal le 25 février 1710.